# Iwan Iwanowitsch Terebenjow
Iwan Iwanowitsch Terebenjow (russisch Иван Иванович Теребенёв; * 10. Maijul. / 21. Mai 1780greg. in St. Petersburg; † 16. Januarjul. / 28. Januar 1815greg. ebenda) war ein russischer Bildhauer und Karikaturist.

## Leben
1785 wurde der fünfjährige Terebenjow in die Kaiserliche Akademie der Künste (IACh) aufgenommen, um dort ausgebildet zu werden. Einer seiner Lehrer war der Bildhauer Michail Koslowski. Für seine Arbeiten erhielt Terebenjow 1797 eine kleine Silbermedaille und 1799 eine große Silbermedaille. 1800 zum Abschluss des Studiums erhielt er für das Basrelief der Schlacht bei Poltawa für das Denkmal Peters des Großen vor der Michaelsburg die große Goldmedaille, ein Zeugnis I. Klasse mit Degen und ein Weiterbildungs-Stipendium.
1805 ging Terebenjow nach Twer und wurde Zeichenlehrer am dortigen Gymnasium. 1807 kehrte er nach St. Petersburg zurück. Für die Admiralität schuf er Reliefs und Skulpturen.
Besonders bekannt wurde Terebenjow durch die Terebenjow-Blätter mit seinen Karikaturen, die den Kaiser Napoleon und seine Grande Armée im französisch-russischen Krieg 1812 verspotteten und die russischen Soldaten und Partisanen priesen. Mit Alexei Wenezianow schuf er ein ganzes Buch mit Karikaturen napoleonischer Soldaten als Geschenk für Kinder oder neues russisches Alphabet.
Terebenjow starb verarmt am 28. Januar 1815 eine Woche nach der Geburt seines Sohnes Alexander und wurde auf dem Wolkowo-Friedhof begraben. Das Grab ist nicht erhalten.
Der Maler Michail Terebenjow war ein jüngerer Bruder Terebenjows.

## Werke (Auswahl)

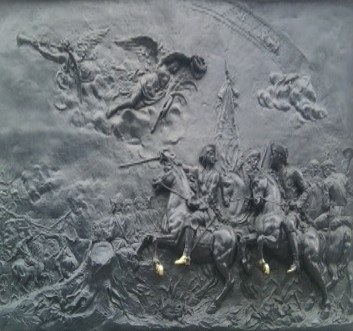
Schlacht bei Poltawa (1800), Denkmal Peters des Großen vor der Michaelsburg, St. Petersburg
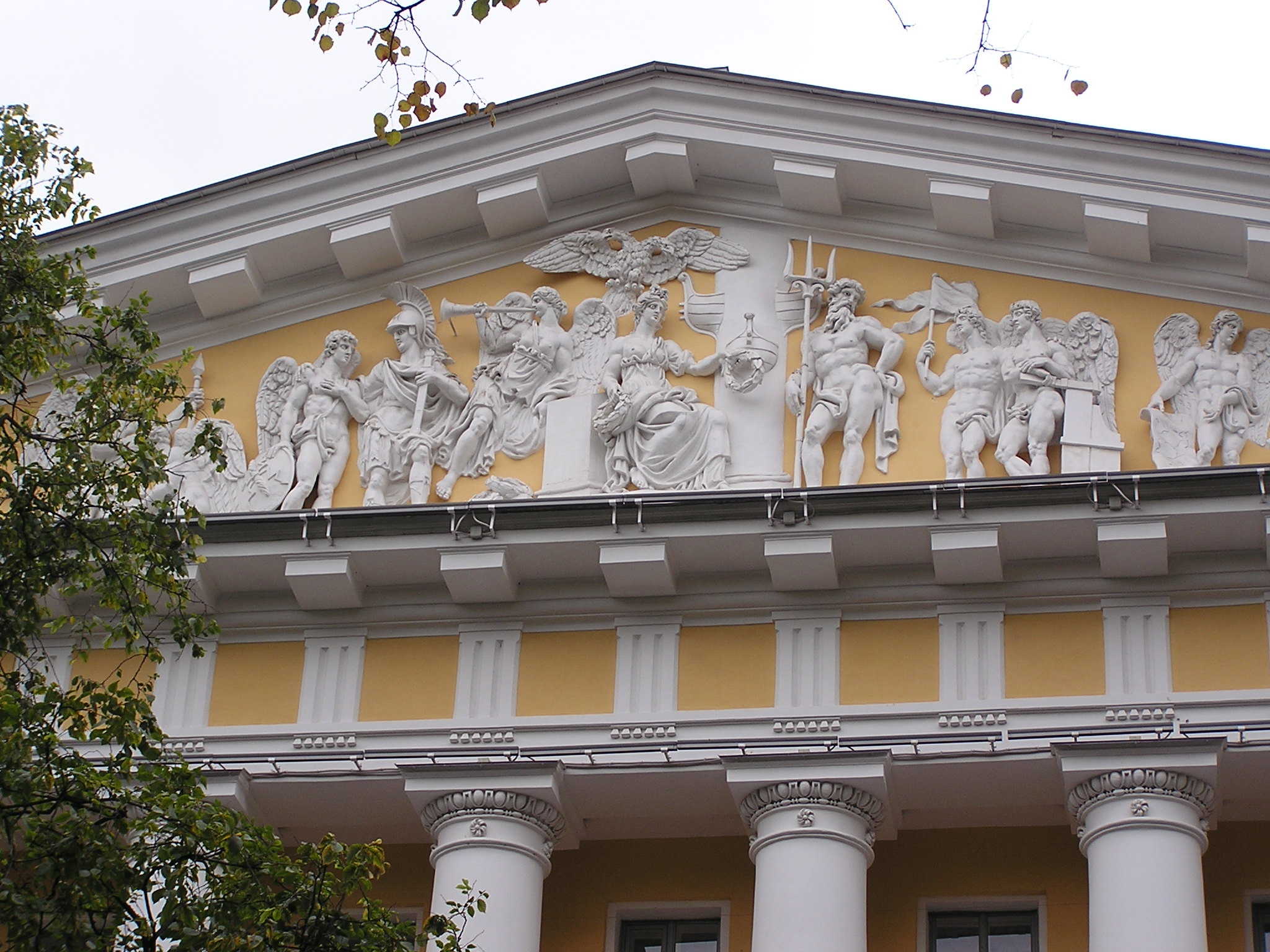
Hautrelief Ruhmesgöttin, Giebel der Admiralität, St. Petersburg
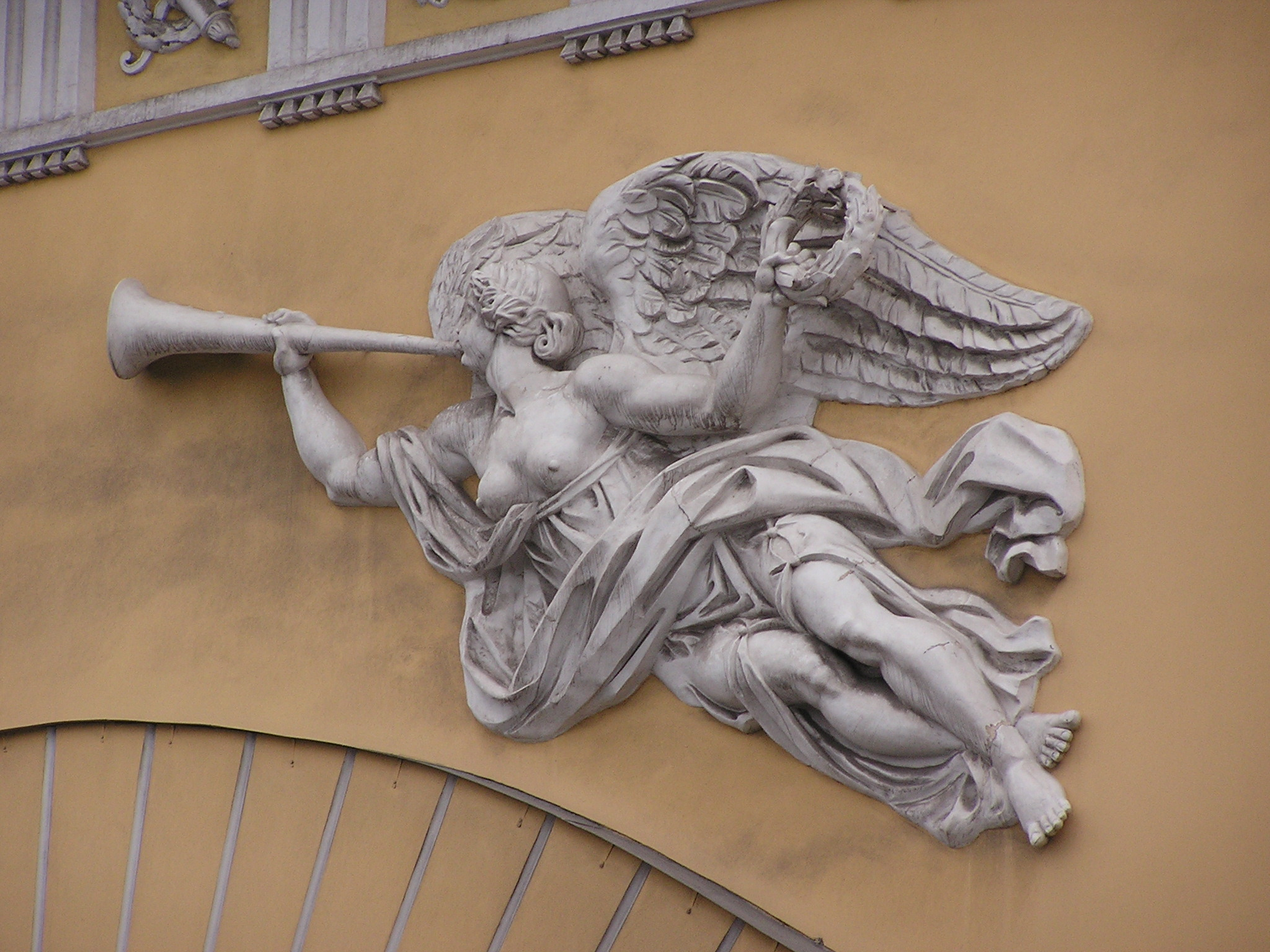
Genius des Ruhms, Torbogen der Admiralität
Zentralfries Der Bau der Flotte in Russland, Admiralität, St. Petersburg[4]
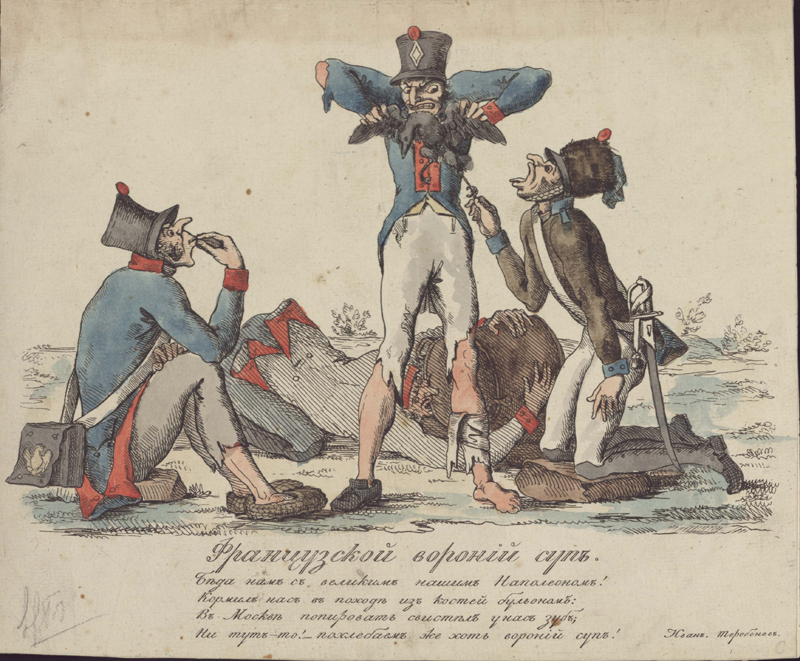
Französische Rabensuppe, Terebenjow-Blatt
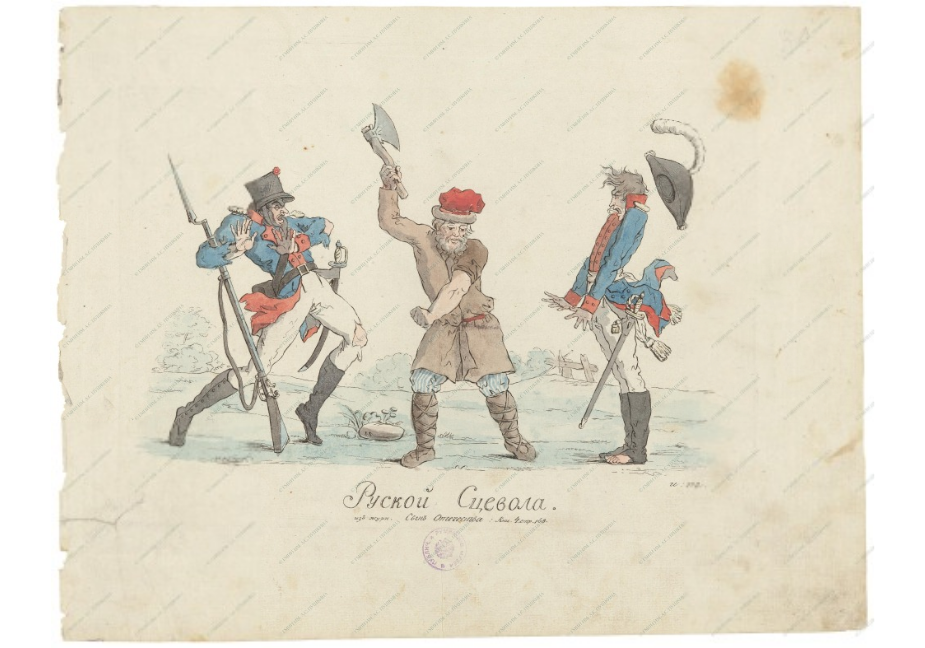
Russischer Scaevola, Terebenjow-Blatt
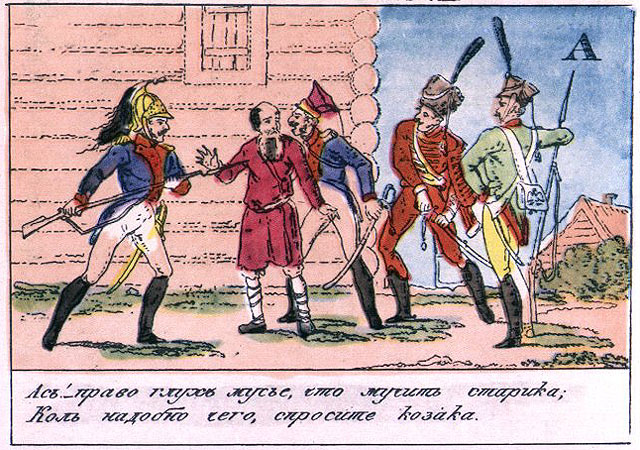
„Hm? Ich bin richtig taub. Quält nicht einen alten Mann. Wenn ihr etwas braucht, fragt die Kosaken.“ Russisches Alphabet
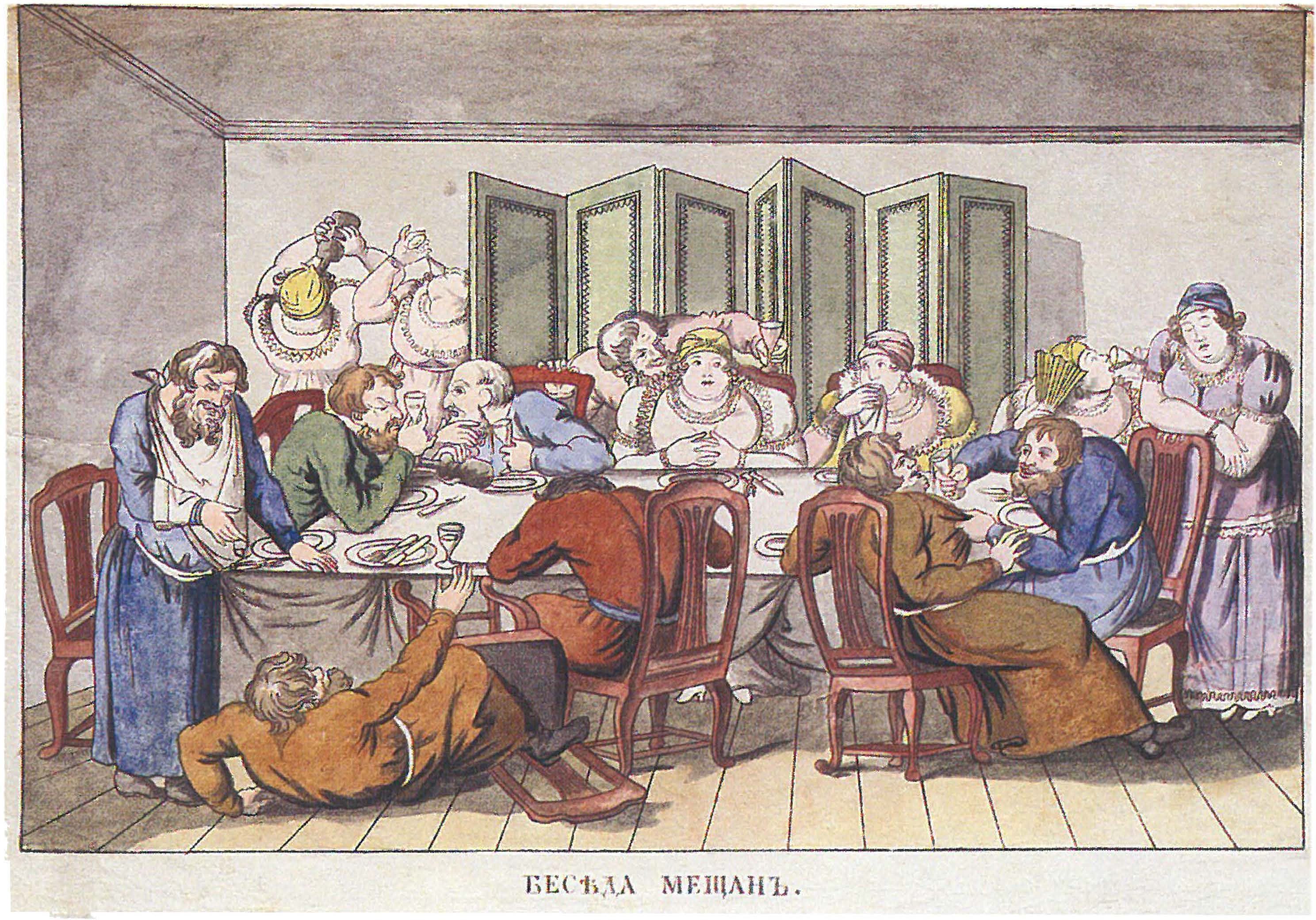
Unterhaltung der Spießbürger, Russisches Alphabet